# Џао Шуај
Џао Шуај (15. август 1995) је кинески теквондиста, олимпијски првак. На Олимпијским играма у Рио де Жанеиру освојио је златну медаљу у категорији до 58 kg. На Светском првенству у Кореји 2017. постао је светски првак у категорији до 63 kg, а са Светског првенства 2015. има бронзу до 58 kg.